# Massospondylus kaalae
Massospondylus kaalae es una especie del género extinto Massospondylus (en griego "vértebra elongada") de dinosaurio prosaurópodo masospondílido que vivió a principios del período Jurásico, entre 200 a 183 millones de años, desde el Hettangiense al Pliensbachiense en África. Se describió en 2009 sobre la base de un cráneo parcial de la Formación Elliot superior en el Cabo Oriental de Sudáfrica. Esta especie se conoce viviendo al mismo tiempo y región que algunos especímenes de su congénere Massospondylus carinatus. Se diferencia de la especie tipo en la morfología de la base del cráneo, así como en varios otros caracteres del cráneo, como las proporciones de los premaxilares.